# 唐·麦克尤恩
唐·凯瑟琳·麦克尤恩（英語：Dawn Kathleen McEwen，1980年7月3日—），加拿大女子冰壶运动员。她曾代表加拿大获得2014年冬季奥运会女子冰壶比赛金牌。她也曾获得2008年和2018年世界女子冰壶锦标赛冠军。